# FQ Андромеды
FQ Андромеды (лат. FQ Andromedae) — одиночная переменная звезда в созвездии Андромеды на расстоянии приблизительно 42498 световых лет (около 13030 парсеков) от Солнца. Видимая звёздная величина звезды — от +16,3m до +14,6m.

## Характеристики
FQ Андромеды — жёлто-белая пульсирующая переменная звезда типа RR Лиры (RRAB) спектрального класса F. Эффективная температура — около 6331 K.